# Marietta Holley
Marietta Holley (Nueva York, 16 de julio de 1836 - Condado de Jefferson, 1 de marzo de 1926), seudónimo Jemyma, más tarde, Josiah Allen's Wife (esposa de Josiah Allen), fue una escritora humorista estadounidense que utilizó la sátira como medio para comentar la sociedad y la política de Estados Unidos. Holley disfrutó de una prolífica carrera como escritora y fue una autora de éxito a fines del siglo XIX, aunque en el momento de su muerte había caído en el olvido. Su escritura se comparó con frecuencia con la de Mark Twain y Edgar Nye. Junto con Frances Miriam Whitcher y Ann S. Stephens, Holley es recordada como una de las primeras humoristas femeninas más importantes de Estados Unidos. El trabajo de Holley atrajo a todas las clases sociales. Sus lectores están repartidos por todo el mundo y entre ellos hay hombres y mujeres de todas las clases sociales. Sus libros son muy leídos en Europa.

## Educación
Holley nació en una modesta casa de campo en Ellisburg, Nueva York, en las afueras de Adams, Nueva York, el 16 de julio de 1836. Era la menor de los siete hijos de Mary Taber y John Milton Holley. La familia vivía en una pequeña granja en el condado de Jefferson, en la carretera que va de Adams a Pierrepont Manor. Los Holley se mudaron al condado de Jefferson desde Connecticut. Su abuelo materno, "Old Squire Taber", como lo llamaban, fue a Pierrepont Manor desde Rhode Island.
Recibió los fundamentos de una educación inglesa en una escuela vecina, y más tarde, a excepción de los profesores de música y francés, siguió sus estudios en casa. A los catorce años, terminó su educación formal. Para ayudar a la economía familiar impartió lecciones de piano. De joven se aficionó a la poesía y escribió mucho. Pensó que le gustaría ser una gran pintora; luego decidió ser poeta, pero finalmente abandonó ambas intenciones. Holley comenzó su carrera de escritora en su adolescencia, aunque no publicó nada hasta 1876.

## Trayectoria

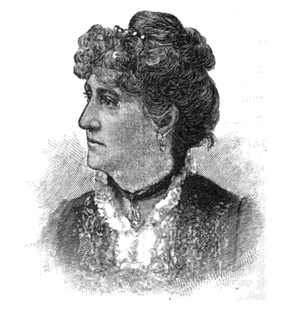
Marietta Holley (1888)

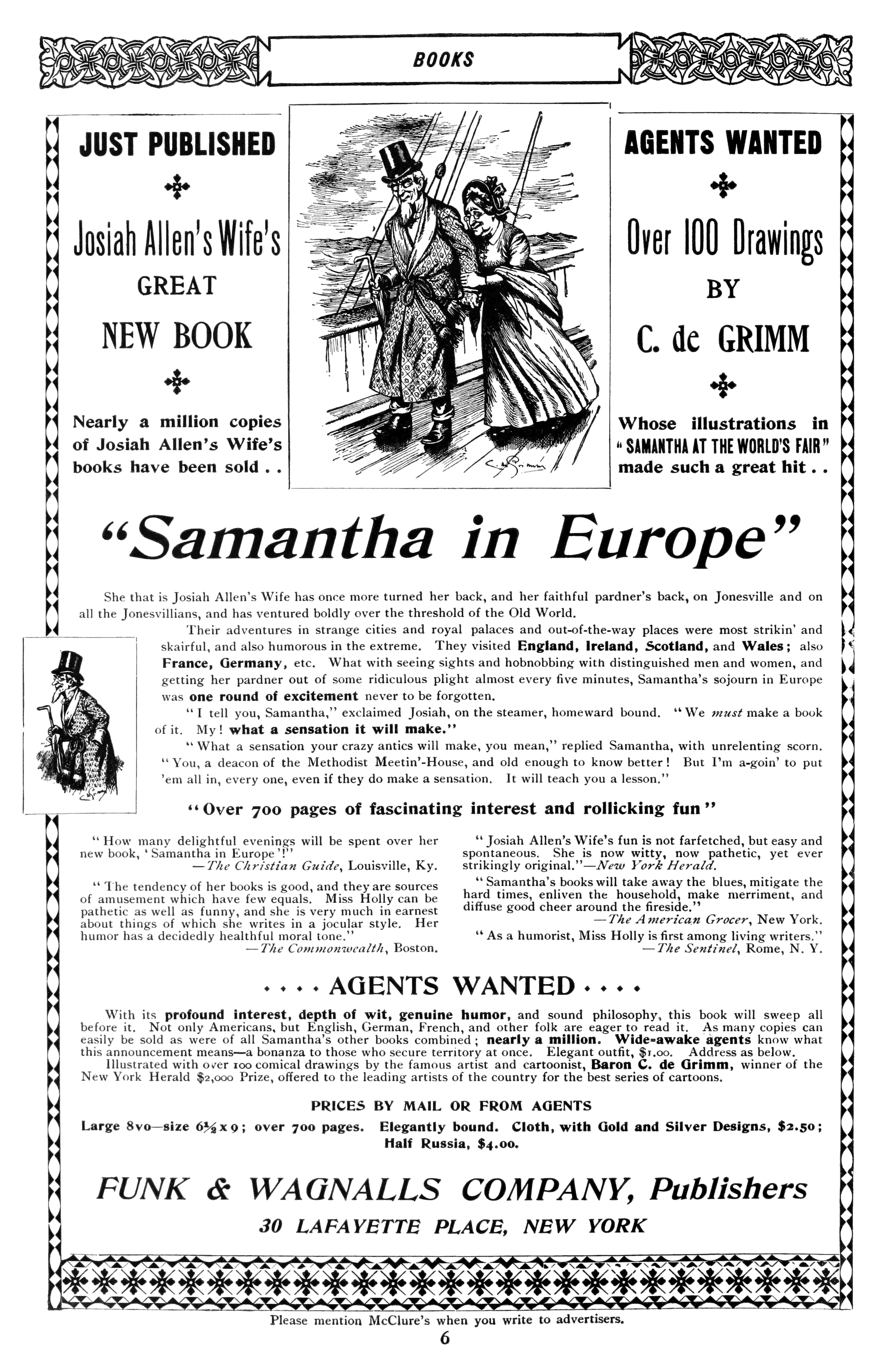
Anuncio en la edición de enero de 1896 de McClure's Magazine para Samantha en Europa

A la edad de diecisiete años, se convirtió a la fe baptista y se unió a la Iglesia Baptista Adams Village. Su padre murió cuando ella tenía 25 años y Holley se hizo cargo de la granja y cuidó de su madre y hermana enfermas. Su primera aparición en prensa fue en un periódico publicado en el Adams Journal. Su primer seudónimo fue "Jemyma". El editor de ese periódico alentó a la joven aspirante con algunos elogios oportunos, al igual que Charles J. Peterson, para quien escribió más tarde. Los editores de Christian Union publicaron lo que llamaron "un pequeño y dulce poema" de su pluma. También escribió para The Independent y varias otras revistas semanales y mensuales. Sus artículos en ese momento eran en su mayoría poemas y fueron ampliamente copiados en los Estados Unidos y Europa.
Fue en un relato satírico escrito para Peterson's Magazine donde adoptó por primera vez el seudónimo de "Josiah Allen's Wife". Ese seudónimo y "Jemyma" eran una protesta contra los seudónimos demasiado musicales de los aspirantes a literatos. Esos artículos atrajeron la atención de Elijah Bliss, presidente de la American Publishing Company, de Hartford, Connecticut. En contra de la protesta de su empresa, sacó a la luz la obra de Holley. La instó a que escribiera un libro para él, lo que hizo, y fue un éxito inmediato, y se reeditó enseguida en Inglaterra y Canadá. El nombre de ese libro era My Opinions y Betsy Bobbet's (Hartford, 1872).
Su siguiente libro, Samantha at the Centennial, apareció en 1877 y de inmediato agradó al interés popular. The Wayward Pardner apareció en 1880. Miss Richard's Boy, un libro de cuentos que no están escritos en dialecto, se publicó en 1882. Estos libros fueron publicados por la American Publishing Company, y la misma firma publicó un poema ilustrado suyo llamado The Mormon Wife . La siguiente obra en prosa de Holley, Sweet Cicely, (Nueva York, 1885) se forjó a través de su horror a la intemperancia y su deseo de ver a los jóvenes de su país salvados de los males de las bebidas alcohólicas. Esto fue seguido por Samantha en Saratoga (Filadelfia, 1887).Poems (Nueva York, 1887), revelan la fuerza y la ternura, pero no se adaptan al gusto popular porque carecen del humor grotesco y de la sencillez estilística que caracterizan sus obras en prosa. Samantha Amongst the Brethern, apareció en 1891.
Tras convertirse en una novelista de éxito, Holley construyó una mansión llamada "Bonnie View" cerca de la casa de su familia en Pierrepont . Escribió más de 25 libros, incluida una colección de poemas, dos dramas y un poema largo, entre 1873 y 1914. Entre sus novelas había una serie de 10 libros que detallaba los viajes y la vida matrimonial de Samantha y Josiah Allen mientras viajan fuera de la ciudad natal rural de Samantha, que era similar a la de Holley. La propia Holley pasó la mayor parte de su vida cerca de la granja de su familia; aparte de Saratoga y Coney Island, nunca visitó los lugares a los que envió a sus protagonistas de ficción; en su lugar, dependía de los mapas, las guías y las descripciones para obtener los detalles necesarios.
Sus libros fueron traducidos a otros idiomas y le reportaron un ingreso confortable. Muchas escritoras y sufragistas contemporáneas la tenían en alta estima; entre sus amigos famosos estaban Susan B. Anthony, Twain y Clara Barton. Anthony frecuentemente le pedía a Holley que diera discursos en las convenciones de sufragio debido su apoyo al sufragio femenino, pero ella rechazó las apariciones públicas.

## Temas y estilo
Muchos de los escritos de Holley comparten temas de prohibición y derechos de las mujeres. Como Charles Dickens, aportó su ayuda a las mismas personas cuyos sufrimientos pretendía aliviar y cuyas malas acciones esperaba frenar. No solo tenía una expresión pintoresca, sino también magnética, y sus sentimientos a menudo eran conmovedores.
Humor pintoresco, grotesco y patética sencillez de habla fueron las armas que utilizó para dar a conocer los males de su sexo y los males de la época. En su obra en prosa, empleó en su mayoría el discurso de las personas poco instruidas, escribiendo sobre sus ridículas equivocaciones, y ridiculizando los antiguos agravios, venerados por ser antiguos. Todos se ríen de los absurdos de la esposa de Josiah Allen, y nadie olvida las aplastantes exposiciones de fraude y opresión que hace.

## Vida personal
Holley nunca se casó. Una hermana soltera residía con ella. Murió el 1 de marzo de 1926 a los 89 años.

## Selección de obras
- ''My Opinions and Betsey Bobbet's: Designed as a Beacon Light, To guide Women to Life Liberty and the Pursuit of Happiness, But which May Be read by Members of the Sterner Sect, Without Injury to Themselves or The Book. Josiah Allen's Wife.  Hartford Conn., : American Publishing Company, 1873, c. 1872
- Josiah Allen’s Wife as a P.A. and P.I.: Designed as a Bright and Shining Light, To Pierce the Fogs of Error and Injustice That Surround Society and Josiah, And to Bring More Clearly to View the Path That Leads Straight on to Virtue and Happiness. Josiah Allen's Wife.  Hartford, Conn.: American Publishing Company, c. 1877
- Betsey Bobbet: A Drama. Adams, N.Y.: W. J. Allen, 1880
- The Lament of the Mormon Wife. Josiah Allen's Wife. Hartford, Conn. : American Publishing Company, 1880
- My Wayward Pardner; or, My Trials with Josiah, America, the Widow Bump, and Etcetery. Josiah Allen's Wife.  Hartford Conn., American Publishing Company, 1880
- Miss Richard’s Boy and Other Stories. Hartford, Ct.: American Publishing, 1883
- Sweet Cicely: Josiah Allen as a Politician. New York: Funk and Wagnalls, 1885
- Miss Jones' Quilting and Other Stories. New York: J.S. Ogilvie, 1887
- ''Poems. New York: Funk and Wagnalls, 1887
- Samantha at Saratoga or Flirtin’ with Fashion. Philadelphia: Hubbard Brothers, 1887
- Samantha Among the Brethren. New York: Funk and Wagnalls, 1890
- Samantha on the Race Problem. New York: Dodd, Mead, 1892; republished 1898 as Samantha Among the Colored Folks
- Tirzah Ann's Summer Trip and Other Sketches. New York: F. M. Lupton, 1892
- Samantha at the World's Fair. New York: Funk and Wagnalls, 1893
- Widder Doodle's Love Affair and Other Stories. New York: F. M. Lupton, 1893
- Josiah's Alarm and Abel Perry’s Funeral. Philadelphia: Lippincott, 1895
- Samantha in Europe. New York: Funk and Wagnalls, 1895
- Samantha at the St. Louis Exposition. New York: G. W. Dillingham, 1904
- Around the World With Josiah Allen’s Wife. New York: G. W. Dillingham, 1905
- Samantha Vs. Josiah: Being the Story of the Borrowed Automobile and What Became of It. New York: Funk and Wagnalls, 1906
- Samantha on Children’s Rights. New York: G. W. Dillingham, 1909
- Josiah's Secret. Watertown, N.Y.: Hungerford-Holbrook, 1910
- How I Wrote My First Books. Harper’s Bazaar (September 1911)
- Samantha at Coney Island and a Thousand Other Islands. New York: Christian Herald, 1911
- Samantha on the Woman Question. New York:  Fleming H. Revell, 1913
- Josiah Allen on the Woman Question. New York: Fleming H. Revell, 1914
- What Is Behind Ouija? The World Magazine (27 de junio de 1920): 5,13
- The Story of My Life, Published serially. Watertown Daily Times, Watertown, N.Y., 5 February to 9 de abril de 1931